# Анна з Брукліна
«А́нна з Бру́кліна» («Anna di Brooklyn») — італійська кінокомедія 1958 року, знятий режисерами Вітторіо де Сікою і Карло Ластрікаті, з Джиною Лоллобриджидою у головній ролі.

## Сюжет
Анна (Джина Лоллобриджида) — молода, багата вдова повертається додому в Італію з Америки. Приїзд красуні на розкішній машині є великою подією для маленького села. До того ж, звістка про те, що Анна знову збирається вийти заміж, створює переполох серед холостяків.

## У ролях
- Джина Лоллобриджида: Анна
- Вітторіо де Сіка: Дон Луїджі
- Луїджі де Філіппо: молодий німий на прізвисько Зітто-Зітто
- Пеппіно де Філіппо: Пеппіно, сільський голова
- Амедео Наццарі: Чікконе, багатий фермер
- Дейл Робертсон: Раффаеле, механік
- Карла Мачеллоні: Розінетта
- Габріелла Паллотта: Маріучча
- Клелія Матанія: Камілліна, фармацевт
- Августа Чіоллі: тітка Кармела
- Ренцо Чезана: барон Тревассі
- Маріо Джиротті: Чікко, племінник дона Луїджі
- Джіджі Редер: Берардо
- Фаусто Герцоні: джентльмен, який купує ліки
- Емма Барон: епізод
- Марга Челла: епізод
- Сандро Моретті: епізод
- Карло Ріццо: епізод
- Моллі Робінсон: епізод
- Аттіліо Тореллі: епізод
- Марко Туллі: епізод
- Рут Волнер: епізод
- Паскуале Мізіано: епізод
- Альфредо Рікальцоне: епізод
- Дорі Романо: епізод

## Знімальна група
- Режисер: Вітторіо де Сіка, Карло Ластрікаті
- Сценарій: Лучана Корда, Етторе Марія Марґадонна, Йозеф Штефан
- Продюсер: Мілко Скофіч
- Оператор: Джузеппе Ротунно
- Композитор: Алессандро Чіконьїні
- Художник: Гастоне Медін
- Монтаж: Еральдо Да Рома
- Костюми: Веньєро Колазанті
- Грим: Джуліано Лауренті